# Festival internacional de cinema fantàstic d'Avoriaz
El Festival internacional de cinema  fantàstic d'Avoriaz és un festival consagrat al cinema fantàstic que va ser creat l'any 1973. El festival tenia lloc cada any el gener en l'estació d'Avoriaz. Després de la seva última edició l'any 1993, va ser reemplaçat pel festival internacional de cinema fantàstic de Gérardmer.

## Gran Premi
- 1973 : Duel de Steven Spielberg
- 1974 : Soylent green de Richard Fleischer
- 1975 : Phantom of the Paradise de Brian De Palma
- 1976 : No atorgat
- 1977 : Carrie de Brian De Palma
- 1978: Full Circle de Richard Loncraine
- 1979 : Patrick de Richard Franklin
- 1980 : Time After Time de Nicholas Meyer
- 1981 : Elephant Man de David Lynch
- 1982 : Mad Max 2 de George Miller
- 1983 : Dark Crystal de Jim Henson i Frank Oz
- 1984 : De Lift de Dick Maas
- 1985 : Terminator de James Cameron
- 1986 : Dream Lover de Alan J. Pakula
- 1987 : Blue Velvet de David Lynch
- 1988 : Hidden de Jack Sholder
- 1989 : Inseparables (Dead Ringers) de David Cronenberg
- 1990 : I, Madman de Tibor Takacs
- 1991 : Tales from the Dark Side de John Harrison
- 1992 : Ucieczka z kina "Wolność" de Wojciech Marczewski
- 1993 : Braindead de Peter Jackson